# دهستان فیرورق
دهستان فیرورق یکی از دهستان‌های شهرستان خوی در استان آذربایجان غربی ایران است. شهر فیرورق مرکز این دهستان می‌باشد.

## جمعیت
دهستان فیرورق در بخش مرکزی شهرستان خوی قرار دارد و براساس سرشماری مرکز آمار ایران در سال ۱۳۹۵، جمعیت این دهستان برابر با ۱۴٬۲۱۹ نفر (۴٬۰۵۹ خانوار) بوده‌است. 